# Свенссон, Стиг
Стиг Свенссон (швед. Stig Svensson; 1914 — 21 февраля 2004) — шведский футбольный тренер и функционер. Тренировал клуб «Эстер» из Векшё, а с 1947 по 1989 годы занимал должность президента клуба. Отец Томми Свенссона, бывшего игрока и тренера сборной Швеции, дед Йоахима Бьёрклунда, также в недавнем прошлом известного шведского футболиста.

## Биография
Почти вся жизнь Стига Свенссона была связана с футбольным клубом «Эстер» (швед. Östers IF) из Векшё, небольшого города на юге Швеции. Стиг Свенссон начал играть за «Эстер» в 1933 году, в 1937 году вынужден был закончить карьеру игрока из-за травмы, и стал тренером того же клуба. Должность тренера, а затем — президента «Эстер» Свенссон занимал больше 50 лет, в результате чего клуб приобрел неформальное название «клуб Свенссона», а его самого часто называли «Мистер Эстер».
После Второй мировой войны Свенссон был назначен президентом «Эстер», и под его руководством клуб сразу начал прогрессировать. В 1947 году «Эстер» одержал победу в тогдашнем третьем дивизионе чемпионата Швеции. В 1958 году клуб стал первым во втором дивизионе, но в квалификационных матчах за право выхода в первый дивизион (в то время — высшей футбольной лиги Швеции) выступил неудачно. В 1967 году «Эстер» снова стал победителем во втором дивизионе и получил право играть в шведской высшей лиге — Аллсвенскан. Уже в первом сезоне в Аллсвенскан в 1968 году «Эстер» одержал победу, став чемпионом Швеции.
После 1968 года «Эстер» под руководством Свенссона ещё трижды добывал титул чемпиона Швеции (в 1978, 1980 и 1981 годах), в 1977 году выигрывал Кубок Швеции, регулярно добивался права участвовать в европейских кубковых турнирах.

## Семья
Стиг Свенссон — отец Томми Свенссона, известного шведского футболиста 1970-х годов и футбольного тренера, под руководством которого сборная Швеции сотворила сенсацию на чемпионате мира 1994 года, заняв третье место. К футбольной династии Свенссонов принадлежит также внук Стига Свенссона Йоахим Бьёрклунд, а также двое его зятьев — Калле Бьёрклунд (бывший игрок «Эстер») и Карл-Аксель Блумквист. Его второй сын, Петер Свенссон — известный музыкант, гитарист шведской группы The Cardigans.